# 池沼慧
池沼 慧（いけぬま さとし、1946年 - 2016年）は、登山家、ロッククライマー。

## 概要
海洋上に浮かぶ岩峰の登攀を「洋上登攀」と称し、実践していた。日本列島の洋上の100m級の岩である針之岩とナポレオン岩を初登頂している。日本山岳会東海支部所属。

## 「洋上登攀」歴
- 1972年8月 - 伊豆諸島の孀婦岩99mに挑戦するも、登攀中にメンバーの一人が負傷し敗退。乗って行ったヨットの船長は戸塚宏[2][3][4]。

- 1981年7月 - 鮎沢清次、森本学ら8人で伊豆諸島の須美寿島136mに挑戦するも、隊員松田敬右が墜落死し、敗退した[5][4]。

- 1981年8月 - 須美寿島で墜落死した松田の生まれ故郷である甑島のナポレオン岩122mを鮎沢清次と2人で初登頂[6][7][8][4]。

- 1982年5月 - トカラ列島の臥蛇島木場立神110mに偵察のため鹿児島に行くも天候が悪く断念。甑島東海岸のロウソク岩45mを初登攀[9][4]。

- 1988年6月 - 小林亘、鮎沢清次ら6人で聟島列島の針之岩136mに初登頂[10][11][12]。

## その他の登山歴
- 1976年8月 - ソヴィエト連邦最高峰のコミュニズム峯7,495m（現在の名前はイスモイル・ソモニ峰）登頂[13]。